# Jewelz & Sparks
Jewelz & Sparks es un dúo de DJ's y productores alemanes integrado por Julius Voigtländer (nacido en 1984) y Gregor Brechmann
(nacido en 1991) que se formó en 2011, y es uno de los proyectos alemanes de EDM más exitosos.

## Biografía

### 2012: Fundación
Incluso antes de la fusión, ambos músicos estaban activos como DJ y productores. Jewelz, con Josh the Funky 1, lanzó un remix de "The Groove" en Groovebox 2008. Un año después apareció junto a Meesh en el sencillo "If U Luv Me". Scott Sparks estuvo activo en Straight Line Records, lanzando su sencillo debut "Insane" en 2011.
Se conocieron mientras estudiaban producción musical y negocios en la Popakademie Baden-Württemberg. Aunque no entraron en la misma clase, pero aprendieron a conocerse debido a su mismo gusto musical. Además, ambos produjeron su música de forma similar. Después de su reunión, decidieron comenzar una primera colaboración. El dúo dijo que desarrollaron sus ideas a través de Skype y las continuaron o corrieron por referencia en su archivo guardado de Dropbox . Después de eso, comenzaron a hacer una canción, pero solo si ambos están juntos en su estudio.

### 2013: éxitos iniciales con "Toxic Rush" y "Flashbang"
Poco después de reunirse para comenzar como dúo, su primer sencillo oficial, "Toxic Rush", se lanzó en septiembre de 2012 a través de Flamingo Recordings, de Fedde Le Grand , y también a través de Beatport . "Toxic Rush" se convirtió en un éxito sorpresa. El sencillo fue apoyado por David Guetta , Tiësto y Hardwell , quienes tocaron la canción Big Room en sus sets y sus podcasts. Además, siguieron múltiples consultas sobre apariencias y grabación de contratos. En diciembre de 2012, su segundo sencillo "Flashbang" siguió.
En 2013, comenzaron con el sencillo "NYMSN". El título es una secuencia de las letras iniciales de las palabras "New York Make Some Noise", que representa el Grito para insertar las gotas. Sin embargo, el lanzamiento no se realizó, ya que las dos primeras pistas de Flamingo, pero en la etiqueta de MYNC Cr2 Records. La conexión con la etiqueta conocida también fue formada por Le Grand, quien también puede presumir de una serie de lanzamientos en Cr2 Records. Durante el año, siguió el lanzamiento del doble sencillo "Hot Rod / White Sun" y la canción "Cargo".
El 7 de diciembre de 2013 tocaron en el festival Ministry of Sound en el Reino Unido, hasta entonces su mayor espectáculo.

### 2014: éxito comercial
El 13 de enero de 2014, el dúo lanzó su primer sencillo progresivo, "Unless We Forget", con la cantante canadiense Quilla . La canción fue lanzada en el sello discográfico de Hardwell, Revealed Recordings. El sencillo fue tocado en festivales importantes, como Ultra Music Festival y Tomorrowland . En abril de 2014, se lanzó el remix del DJ holandés Julian Calor, al mismo tiempo que lanzaron su siguiente sencillo, "Pharaoh", a través de Revealed.
Su siguiente sencillo, "Kingdom", fue lanzado el 2 de junio de 2014 a través de la etiqueta de Sander van Doorn , Doorn Records. Como coproductor, trabajaron con el productor alemán Virtual Riot. "Dope" fue el título del sencillo sucesor, que se lanzó solo tres semanas después. Esto hizo un regreso a Flamingo Recordings. Para la compilación Be Yourself Music, que apareció tras un festival sensacional, volvieron a mezclar la canción con la nueva. 
El 12 de julio de 2014, aparecieron juntos en el escenario principal del Ultra Music Festival en Croacia, el concierto más grande de todos ellos, en el Ministerio de Sonido . Además, fueron cabeza de cartel en el World Club Dome en Frankfurt, cuando Airbeat One en Neustadt Glewe y también en el Billboard Club en Melbourne. También completaron una gira que tuvo lugar en todo el mundo. Las escalas fueron, entre otros, en Singapur. También completaron una gira que tuvo lugar en todo el mundo. Las escalas fueron, entre otros, en Singapur, Japón y también en los Estados Unidos. 
A finales del verano hasta el otoño de 2014, se lanzó un sencillo doble, "Phantom & Reptile", en la etiqueta Dim Mak de Steve Aoki y "Motor" a través del sello Fly Eye Records de Calvin Harris .

### 2015-2016: "I Can Fly" & "Hoe"
El 16 de marzo de 2015, se lanzó la primera colaboración de Jewelz & Sparks, "Robotic", junto con Fedde Le Grand . Esto sigue representando el área de Big rooms y el dúo traído desde el verano de 2014 por primera vez en el top 20 de Beatport. El sencillo fue lanzado a través de la etiqueta de Le Grand Darklight Recordings, que se estableció en enero de 2015. Solo un mes más tarde, el lanzamiento de "Parade 98", que rompe una mezcla de cortes vocales modernos y elementos tecnológicos retro teñidos allí y está escuchando un cambio a su típico estilo Big Room. El video está basado en un antiguo disco rave y también debe actuar de forma absurda pero a la vez graciosa para el público.
El 28 de septiembre de 2015, Jewelz & Sparks lanzó "Mental" a través del sello de Le Grand, Darklight Records. Su siguiente sencillo, "I Can Fly", fue lanzado el 30 de noviembre de 2015 a través del sello Musical Freedom de Tiësto y fue el primer hit Beatport Top 10 de Jewelz & Sparks y el primer número uno en las listas de género. Como coproductor, trabajaron nuevamente con Virtual Riot. "Drip" fue lanzado en marzo de 2016 en la etiqueta Blasterjaxx 'Maxximize Records. En una entrevista, anunciaron que tienen la intención de colaborar más en el futuro. Su siguiente sencillo, "Hoe", una colaboración con DOD, fue lanzado el 18 de abril de 2016. Si bien se consideró al principio que "Hoe" se refiere a la palabra inglesa "whore", pronto quedó claro que es la participación de los fanes con las exclamaciones "Hey, hoe "durante una actuación.

## Sencillos
- 2012: Toxic Rush [Flamingo]
- 2012: Flashbang [Flamingo]
- 2013: NYMSN [Cr2]
- 2013: Hot Rod / White Sun [Flamingo]
- 2014: Cargo [Cr2]
- 2014: Unless We Forget featuring Quilla [Revealed Recordings]
- 2014: Pharaoh [Revealed Recordings]
- 2014: Kingdom [DOORN (Spinnin')]
- 2014: Dope [Flamingo]
- 2014: Phantom & Reptile [Dim Mak]
- 2014: Motor [Fly Eye]
- 2015: NYMSN (Miami Exclusive VIP Mix) [Cr2 Records]
- 2015: Robotic (con Fedde le Grand) [Darklight Recordings]
- 2015: Parade 98 [Fly Eye]
- 2015: Mental [Darklight Recordings]
- 2015: I Can Fly [Musical Freedom]
- 2016: Drip [Maxximize Records]
- 2016: Hoe (vs. D.O.D) [DOORN (Spinnin')]
- 2016: Need You [Spinnup]
- 2016: Who's Your Daddy [Spinnup]
- 2016: Money Maker [Spinnup]
- 2016: Into The Blue (vs. Sarazar featuring Pearl Andersson) [Warner Music Germany]
- 2016: Hide & Seek [Spinnup]
- 2016: Crank (HWL Edit) [Revealed Recordings]
- 2017: Grande Opera [Revealed Recordings]
- 2017: Flying High [Spinnup]
- 2017: Parallel Lines featuring CATZE [Revealed Recordings]
- 2017: Echoes Of Us featuring Jess Thristan [Sony Music Germany]
- 2017: Shuriken [Spinnup]
- 2018: Safari (con Hardwell) [Revealed Recordings]
- 2018: All I See Is You featuring Pearl Andersson (DJ Afrojack Edit) [Revealed Recordings]
- 2018: One More Day (con Afrojack) [Wall Recordings]<
- 2018: The Moment (con Afrojack como AJXJS) [Wall Recordings]
- 2018: Reaction (con Sick Individuals) [Revealed Recordings]
- 2018: When you're gone (con Afrojack featuring Ester Dean) [Wall Recordings]
- 2018: We are one (con Laidback Luke featuring Pearl Andersson) [Mixmash Records]
- 2019: Hard [Spinnin Records]
- 2019: Bring it back (Afrojack & Sunnery James & Ryan Marciano Edit) [SONO Music]
- 2019: Switch (con Afrojack) [Armada Music]
- 2019: Gucci Moves [Wall Recordings]
- 2019: El Toro [Spinnup]
- 2020: Up In The Air [Spinnin Records]
- 2020: Tonight (con Sick Individuals) [Revealed Recordings]

### Remixes
- 2014: Benny Benassi, The Biz - Satisfaction (Jewelz & Scott Sparks Remix) [d:vision records]
- 2014: Fedde Le Grand - Rockin' N' Rollin' (Jewelz & Scott Sparks Tomahawk Mix) [Musicheads Electro]
- 2015: Shermanology, Dannic - Wait For You (Jewelz & Sparks Remix) [Revealed Recordings]
- 2016: Joey Beltram - Together (Jewelz & Sparks Remix) [Halcyon]
- 2017: The Chainsmokers - Paris (Jewelz & Sparks Remix) [Disruptor/Columbia]
- 2017: Laidback Luke & Made In June featuring Bright Lights - Paradise (Jewelz & Sparks Remix) [Dim Mak]
- 2019: Galantis - Faith (Jewelz & Sparks Remix)